# Cornus koehneana
Cornus koehneana là một loài thực vật có hoa trong họ Cornaceae. Loài này được Wangerin miêu tả khoa học đầu tiên năm 1908.